# چشم گربه‌ای
چشم گربه‌ای (به انگلیسی: Cat's Eye) مجموعه مانگا ژاپنی نوشته و تصویرگری شده توسط تسوکاسا هوجو است که از سال ۱۹۸۱ تا ۱۹۸۵ در هفته‌نامه شونن جامپ منتشر شد و چپترهای آن در ۱۸ جلد تانکوبون گردآوری شده است. داستان دربارهٔ ماجراهای سه خواهر کیسوگی - هیتومی، روی و آی است که دزدهای هنری هستند و سعی می‌کنند تمام آثار متعلق به پدر گمشده‌شان را جمع‌آوری کنند.
مجموعه تلویزیونی انیمه اقتباسیدر سال‌های ۱۹۸۳ تا ۱۹۸۴ از شبکه نیپون تلویژن پخش شد و فصل دوم آن در سال ۱۹۸۵ پخش شد. همچنین این اثر سه اقتباس لایو اکشن دریافت کرده شامل یک فیلم تلویزیونی در سال ۱۹۸۸، یک فیلم تئاتر در سال ۱۹۹۷، و یک مجموعه تلویزیونی فرانسوی در سال ۲۰۲۴.
چشم گربه‌ای یکی از پرفروش‌ترین مجموعه‌های مانگای هفته‌نامه شونن جامپ در تمام دوران است که بیش از ۲۰ میلیون نسخه فروخته است.

## داستان
هیتومی کیسوگی به همراه خواهر بزرگترش روئی و خواهر کوچکترش آی، کافه ای به نام «چشم گربه ای» را در توکیو اداره می‌کنند. خواهران به عنوان سه دزد هنر بسیار ماهر زندگی دوگانه ای دارند به طوری که آثار هنری را می‌دزدند که عمدتاً متعلق به کلکسیون شخصی پدر گمشده آنها، مایکل هاینز است. هاینز یک مجموعه دار مشهور آثار هنری در دوران رژیم نازی بوده است. نامزد هیتومی، توشیو اوتسومی، یک افسر پلیس جوان دست و پا چلفتی است که در حال بررسی پرونده چشم گربه ای است. با وجود اینکه مرتباً از کافه بازدید می‌کند، او از زندگی دوگانه این زنان بی‌خبر است. هیتومی مرتباً از قبل با استفاده از کارت تماس با امضای «چشم گربه ای» پلیس را در مورد شغل بعدی خود مطلع می‌کند و سپس از تحقیقات توشیو در مورد امنیت اطراف هدف برای کمک به برنامه‌ریزی کار استفاده می‌کند.